# Ostrakon (gioco)
Ostrakon è un gioco di società edito dalla daVinci Editrice. Si tratta di un gioco di comitato nel quale ogni giocatore assume il ruolo di un filosofo, chiamato (a turno) a porre o a rispondere a una domanda su questioni universali. Il gioco procede mediante l'utilizzo di carte, alcune delle quali compongono anche il tabellone: per questo il gioco è, talvolta, classificato tra i giochi di carte anziché tra i giochi di comitato.
È uno dei giochi più conosciuti della daVinci, insieme a Bang! e Lupus in Tabula; tuttavia, recentemente l'editore l'ha messo fuori produzione.

## Il gioco

### Preparazione
Si dispongono alcune carte, dette Carte Percorso, in fila, fino ad arrivare alla carta finale, denominata Tempio della Saggezza. I segnalini dei filosofi vengono messi all'inizio del percorso, sulla prima carta e vengono poi coperti dalla carta Sole.

A parte, viene messa la carta Calendario, che segna lo scorrere dei turni: sopra di essa si pone la carta Luna, posizionata a seconda del numero di giocatori partecipanti. Infine, si mischia il mazzo delle carte Argomento.

### Svolgimento
La partita è divisa in turni chiamate Giornate: durante ogni giornata, ciascuno dei filosofi dovrà prendere la parola e porre ai suoi avversari un quesito che presupponga solo due possibili risposte (come sì/no, vero/falso, è giusto/è sbagliato, ecc.). Una volta scelto il primo giocatore a porre la domanda, il mazziere (che comunque partecipa al gioco) gli fornisce una carta argomento per stabilire il tema del quesito. Ogni giocatore è tenuto a porre un quesito solo ed esclusivamente sull'argomento che gli è stato assegnato.

A questo punto, il filosofo che ha fatto la domanda deve abbinare le due risposte possibili, una al coccio bianco e una al coccio nero. Gli altri filosofi dovranno invece rispondere alla domanda in tutta sincerità, poggiando vicino alla carta il coccio corrispondente. Allo stesso tempo, il filosofo che ha posto la questione avrà segretamente scelto una delle possibili risposte, scommettendo su quale avrà riscosso il maggior numero di voti.

Se indovina, avanza verso il Tempio della saggezza di un numero di caselle pari alle risposte contrarie a quella che aveva scelto. Se non indovina, resta fermo. Da qui si evince che lo scopo del gioco è quello di spaccare l'uditorio il più possibile: infatti, in caso di risposte molto scontate, si rischia di restare fermi anche indovinando l'esito del voto, poiché questo potrebbe risolversi con un'unanimità.

Quando il quesito del primo filosofo ha avuto la sua risposta, si passa al successivo e così via finché tutti i giocatori non hanno posto una domanda. A questo punto, si fa avanzare la Luna di una casella sul Calendario e il Sole viene posto sul filosofo in testa, che sarà il primo a giocare nella nuova Giornata.

Il primo filosofo a raggiungere il Tempio della Saggezza vince. In caso la Luna copra tutto il Calendario prima che un giocatore arrivi al Tempio della Saggezza, il filosofo più avanti sul percorso vince.

### Regole speciali
Il gioco contempla anche le seguenti regole speciali, che possono essere attivate solo su determinate carte percorso o a discrezione del mazziere:
- Corruzione: il filosofo di turno sceglie un numero di avversari qualsiasi che saranno obbligati a votare come lui
- Oracolo: il filosofo di turno sceglie un numero qualsiasi di giocatori che saranno obbligati a mostrare in anticipo il loro voto. A questo punto, il filosofo di turno può scegliere se cambiare o no il proprio
- Inganno: il filosofo di turno può mutare il suo voto dopo aver visto quelli degli altri
- Seguace: un filosofo non di turno si dichiara Seguace del filosofo di turno. In quel turno avanza dello stesso numero di caselle del filosofo di turno e può comunque giocare normalmente il suo turno. Questa regola può essere usata solo una volta per partita.

## Strategia
È ovvio che per vincere la partita occorre una certa abilità oratoria per sottolineare, durante l'esposizione del quesito, i suoi pro e i suoi contro. Proponendo una domanda abbastanza controversa, si arriverà a spaccare l'uditorio in modo significativo: se a questo si aggiunge un buon intuito nell'indovinare quale risposta vincerà, si potrà avanzare di parecchie caselle.

Anche l'uso delle regole speciali (soprattutto Corruzione e Seguace) può risultare determinante per la vittoria, specialmente nei turni finali del gioco.

## Origine del nome
Ostrakon in greco antico significava letteralmente "conchiglia". Successivamente con tale termine, ed in senso figurato, si è indicato il frammento di terracotta sul quale veniva vergato il nome di colui che l'assemblea popolare di Atene, con la presenza di almeno 6000 cittadini, condannava all'esilio per cinque o dieci anni, in quanto sospettato di aspirare alla supremazia politica.